# Aires urbaines dans la Haute-Loire
Les aires urbaines dans la Haute-Loire sont des agglomérations urbaines françaises situées dans le département de la Haute-Loire, en région Auvergne-Rhône-Alpes.
En 2010, la Haute-Loire comprend sept aires urbaines, dont deux sont inter-départementales.

## Liste des aires urbaines
Le tableau ci-dessous présente la liste des sept aires urbaines dans le ressort de la Haute-Loire (classement par code insee) :
| Code Insee | Aires urbaine     | Type                | Unités urbaines                                          | Communes | Superficie (km²) | Population (2015) | Densité (2015) (hab/km²) |
| ---------- | ----------------- | ------------------- | -------------------------------------------------------- | -------- | ---------------- | ----------------- | ------------------------ |
| 017        | Saint-Étienne     | grande aire urbaine | Saint-Didier-en-Velay, Saint-Étienne, Saint-Just-Malmont | 10       | 164,71           | 23 361            | 142                      |
| 114        | Puy-en-Velay      | grande aire urbaine | Puy-en-Velay                                             | 49       | 798,1            | 75 341            | 94                       |
| 311        | Brioude           | petite aire urbaine | Brioude                                                  | 16       | 262,84           | 13 950            | 53                       |
| 374        | Brassac-les-Mines | petite aire urbaine | Brassac-les-Mines                                        | 5        | 44,65            | 7 051             | 158                      |
| 434        | Sainte-Sigolène   | petite aire urbaine | Sainte-Sigolène                                          | 2        | 57,8             | 8 231             | 142                      |
| 462        | Yssingeaux        | petite aire urbaine | Yssingeaux                                               | 2        | 87,94            | 7 553             | 86                       |
| 652        | Langeac           | petite aire urbaine | Langeac                                                  | 2        | 50,27            | 4 209             | 84                       |